# جیمز مک‌کلور (بازیکن تنیس روی میز)
جیمز مک‌کلور (انگلیسی: James McClure؛ ۲۸ سپتامبر ۱۹۱۶ – ۱۲ فوریهٔ ۲۰۰۵) یک بازیکن تنیس روی میز اهل ایالات متحده آمریکا بود. 
وی در مسابقات کشوری و بین‌المللی در مجموع برنده ۴ مدال طلا، ۲ مدال برنز شده‌است.